# Transporte en Irlanda

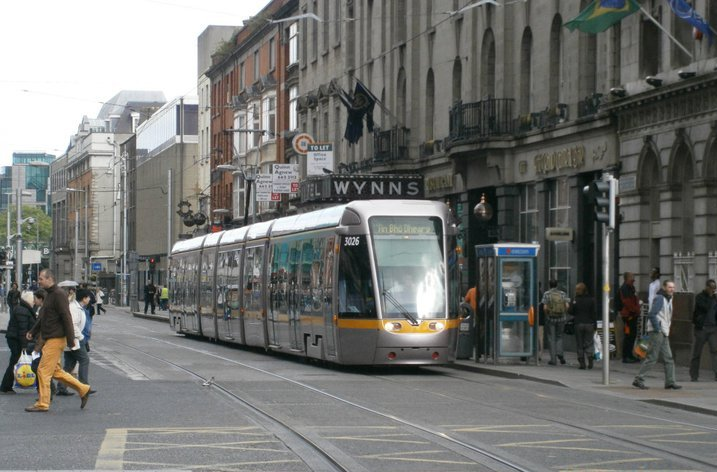
Tranvía Luas de Dublín 2011

El Transporte en Irlanda está en manos del estado en su mayor parte tanto en Irlanda del Norte como en la República de Irlanda. La red de carreteras de Irlanda ha evolucionado por separado en ambos países, mientras que la red ferroviaria irlandesa fue fundada antes de la creación del estado independiente.
- En la República de Irlanda, el Ministro de Transportes, Turismo y Deportes, a través del Departamento de Transporte, es responsable de la red de carreteras, red ferroviaria, el transporte público, aeropuertos, etc . Aunque algunos tramos de carretera se han construido con fondos privados o público-privadas, y son operados como autopistas de peaje, son propiedad del Gobierno de Irlanda. La red ferroviaria también es operada y de propiedad del Estado, además los principales aeropuertos son propiedad del estado. Los entes del estado en relación con el transporte público que dependen del Departamento de Transportes son , Coras Iompair Éireann (CIE), autobús Átha Cliath (Dublin Bus), Bus Éireann (Autobús irlandés), y Iarnród Éireann (Irish Rail), Railway Procurement Agency, National Transport Authority y Railway Safety Commission Archivado el 15 de febrero de 2013 en Wayback Machine..

- En Irlanda del Norte, la red de carreteras y ferrocarriles son de propiedad estatal. El Departamento para el Desarrollo Regional es responsable de estas y otras áreas (tales como los servicios de agua). Dos de los tres principales aeropuertos de Irlanda del Norte son operados y de propiedad privada. La excepción es la ciudad de Derry, cuyo aeropuerto es financiado y de propiedad del Ayuntamiento. Una empresa del estado, el Transporte Holding Company Irlanda del Norte (Translink) opera servicios de transporte público a través de sus tres filiales - NI Railways Company Limited, Ulsterbus Limited y Citybus Limited (con el nombre de Metro).

## Ferrocarril

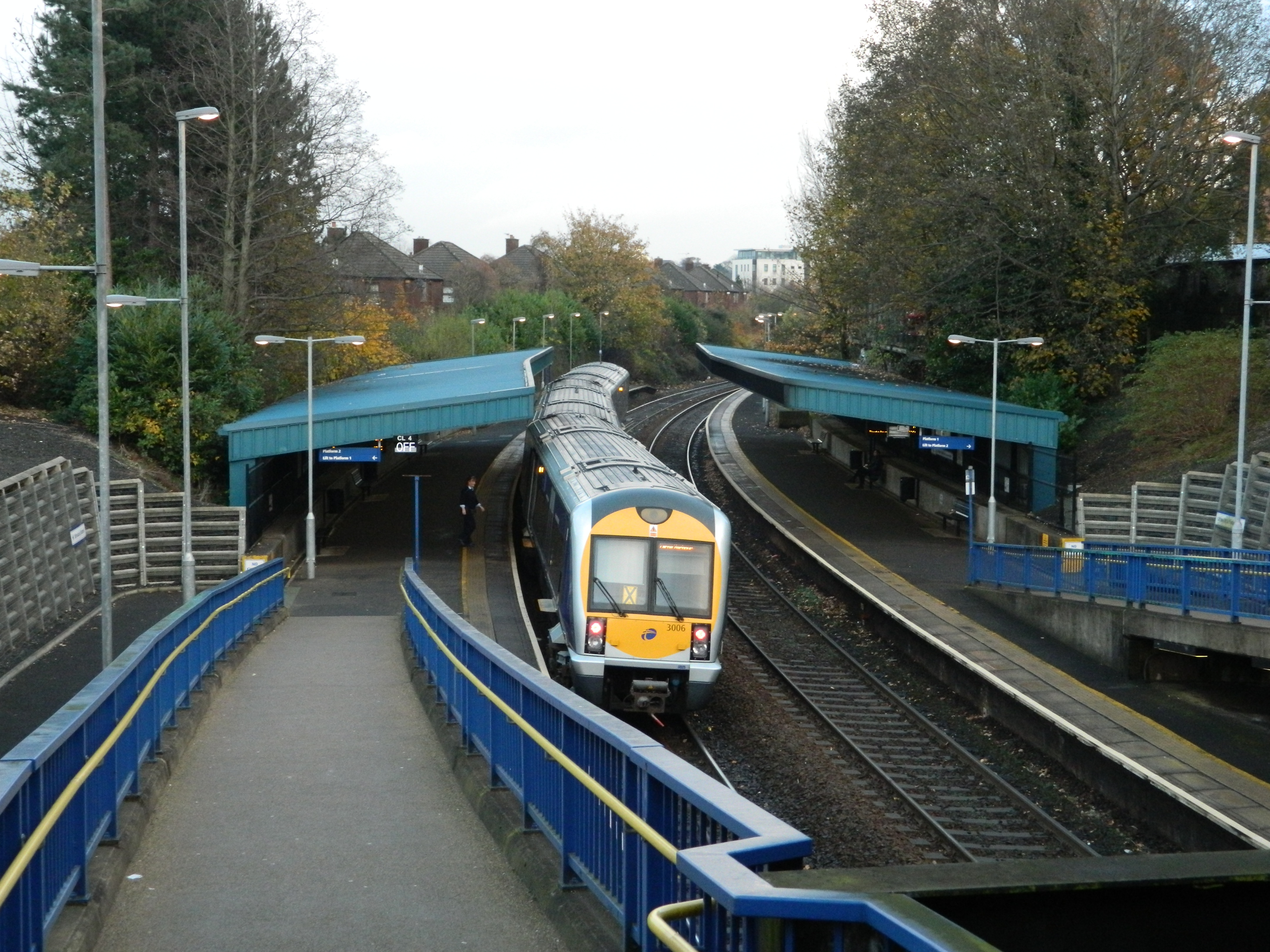
Belfast 2013

Los ferrocarriles de Irlanda son propiedad del estado, con Iarnród Éireann (Tren irlandés) son los servicios que operan en la República y en Irlanda del Norte NI Railways Company Limited . Las dos empresas cooperan en la prestación del servicio de la empresa conjunta entre Dublín y Belfast. Servicios interurbanos se proporcionan entre Dublín y los principales pueblos y ciudades de la República, y en el Ulster por la línea de ferrocarril de Belfast-Derry. Redes ferroviarias suburbanas operan en Dublín, Dublín Suburban Rail, y Belfast, Belfast Suburban Rail, con los servicios locales limitados que se ofrecen en o previstas para, Cork, Limerick, y Galway

## Carreteras

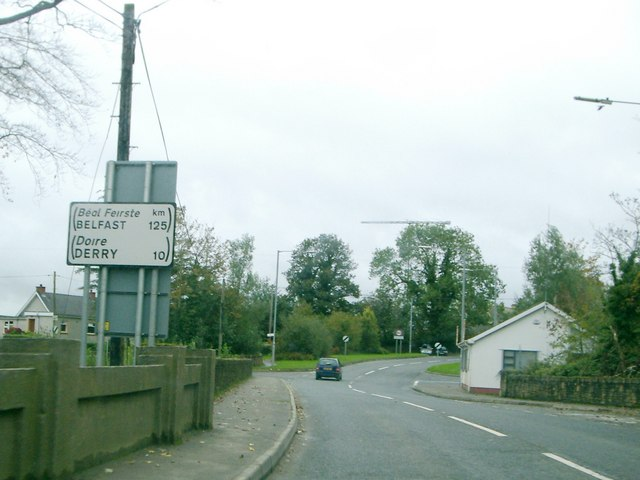
Carretera con señalamiento vertical en km. Donegal

Las carreteras de Irlanda enlazan a Dublín con todas las principales ciudades (Belfast, Cork, Limerick, Derry, Galway y Waterford). Se conduce por la izquierda. Las señales en la República de Irlanda se muestran en kilómetros y los límites de velocidad en kilómetros por hora, mientras que en Irlanda del Norte la distancia y las señales de límite de velocidad utilizan unidades inglesas en común con el resto del Reino Unido.
|                      | Carreteras (km totales) | Autopistas (km) | Año base |
| República de Irlanda | 96.036                  | 1.224           | 2014     |
| Irlanda del Norte    | 25.507,2                | 114,9           | 2014     |
| Totales              | 121.543,2               | 1.338,9         | 2014     |

## Transporte marítimo y fluvial
En la República de Irlanda existe la Administración Marítima Irlandés (IMA) desde el año 2013 para integrar la planificación y prestación de todos los servicios marítimos bajo una sola oficina nacional considerando que de esta manera se logra una entrega más eficiente y eficaz de los servicios marítimos. Se compone de la División de Seguridad Marítima de Políticas, la Oficina de Inspección Marítima, la Guardia Costera de Irlanda, la División de Transporte Marítimo y una nueva División de Servicios Marítimos. El IMA está desarrollando el sector del transporte marítimo, respetando los niveles de seguridad internacionales y mejorando la infraestructura necesaria para asegurar el empleo en los sectores de transporte, pesca y de ocio.
El transporte fluvial es muy utilizado por el turismo o la pesca, se caracteriza por el canal Shannon-Erne que une los ríos Shannon y el Erne similar el antiguo canal de 1860, pero con una estructura mucho más moderna de los años 1990; tiene una longitud 63 kilómetros entre Leitrim Village y el lago Erne Superior, contando con 18 esclusas, recorre zonas hermosas de Irlanda pueblos medievales, campos de golf, zonas de pesca, etc.

## Ductos
En 2013 existía en Irlanda una red de gasoductos de 2.147 kilómetros

## Transporte aéreo

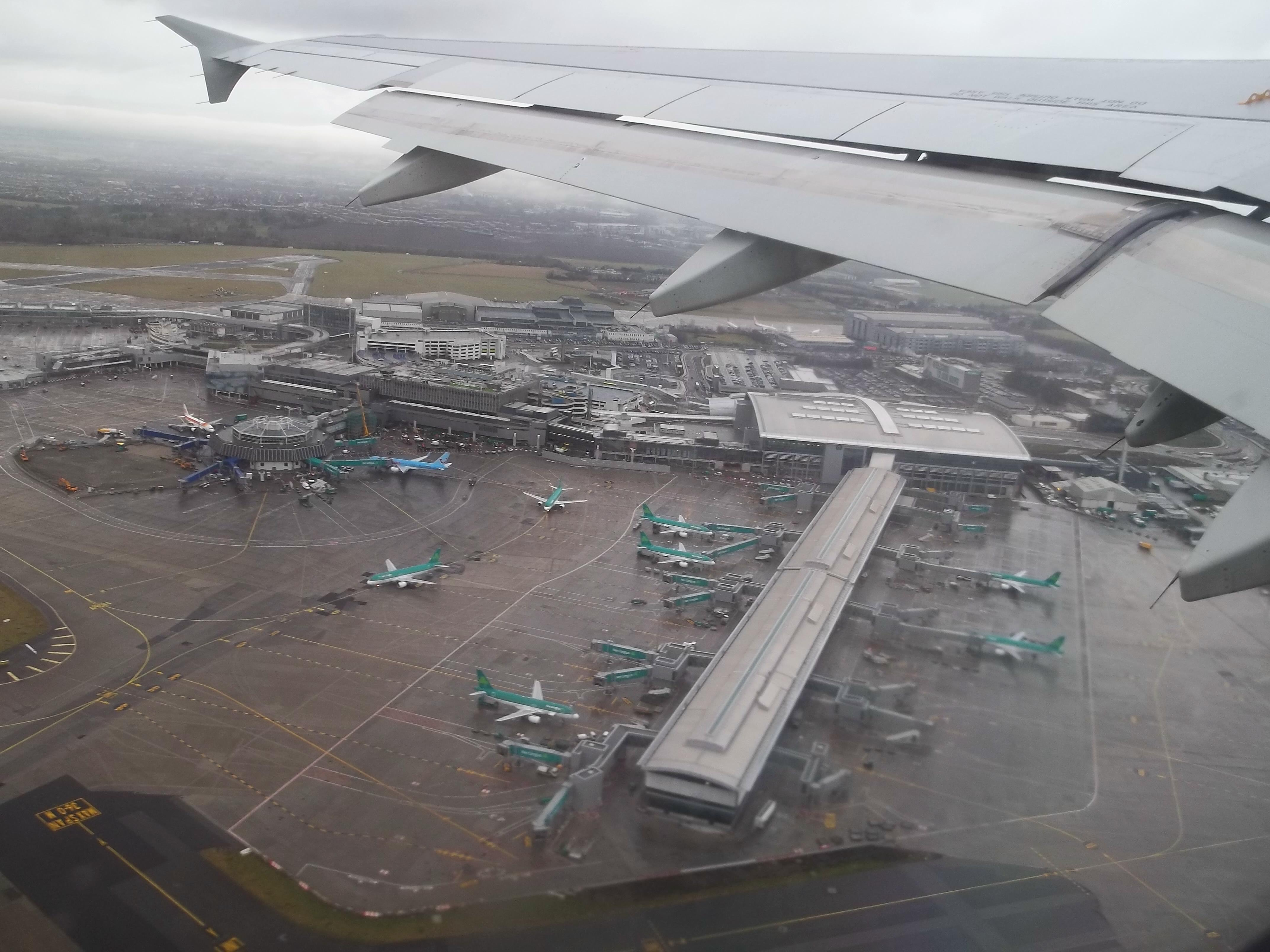
Aeropuerto de Dublín

Irlanda tiene cinco principales aeropuertos internacionales: el aeropuerto de Dublín, Belfast International Airport (Aldergrove), el aeropuerto de Cork, el aeropuerto de Shannon y Ireland West Airport (Knock). El aeropuerto de Dublín es el más activo de éstos, que lleva más de 22 millones de pasajeros al año,  un segundo terminal (T2) se abrió en noviembre de 2010. Todos proporcionan servicios a Gran Bretaña y Europa continental, mientras que Belfast International , Dublín y Shannon también ofrecen servicios transatlánticos. Durante varias décadas, hasta 2007 Shannon era una parada obligatoria para las rutas transatlánticas a los Estados Unidos. En los últimos años se ha abierto un servicio de preselección permite a los pasajeros pasan a través de los servicios de inmigración de Estados Unidos antes de salir de Irlanda.
Número de pasajeros que circulan por año por cada Aeropuerto
En 2014, el número de pasajeros que circuló fue:
| Rango | Aeropuerto            | Pistas | Long Max (metros) | Pasajeros |
| ----- | --------------------- | ------ | ----------------- | --------- |
| 1     | Dublín                | 2      | 2.637             | 21212173  |
| 2     | Belfast Internacional | 2      | 2.780             | 4033954   |
| 3     | Belfast               | 1      | 1.829             | 2555145   |
| 4     | Cork                  | 2      | 2.133             | 2144476   |
| 5     | Shannon               | 1      | 3.199             | 1639315   |
| 6     | Knock                 | 1      | 2.340             | 703318    |
| 7     | Derry                 | 1      | 1.967             | 350257    |
| 8     | Kerry                 | 1      | 2.000             | 306042    |
| 9     | Donegal               | 1      | 1.496             | 34000     |
| 10    | Waterford             | 1      | 1.433             | 33189     |

## Desarrollo sostenible
El actual Plan de Desarrollo de la Ciudad de Dublín busca promover la integración de los usos del suelo y transporte con el fin de dar cabida a la mayor movilidad posible gracias al transporte público' de alta calidad y fomentar recorridos a pie y en bicicleta. Las políticas de transporte y los objetivos de la nueva Ciudad Plan de Desarrollo se guiará por los objetivos de la Proyecto de transporte (de NTA) de la Autoridad Nacional de Transporte estrategia de 2011-2030 y la relacionada 2013-2018 integrada plan de implementación. El documento Smarter Travel - o Transporte Sostenible Futuro (desarrollado por el Departamento de Transporte, Turismo y Deporte) fomenta el crecimiento de los modos de transporte más sostenibles. Estableció objetivos a nivel nacional a cabo ambiciosos para el período 2009-2020 que incluía una reducción del porcentaje del uso del automóvil para los desplazamientos del 65% al 45%, y un aumento del 55 % en la caminata, ciclismo y modos de transporte público para ir a trabajar.
En Dublín, el número de personas que cruzan el canal que rodea la ciudad en la hora pico de la mañana ofrece información útil para el planeamiento.En el período 2006-2013, la proporción de los viajeros pie y en bicicleta ha aumentado, mientras que la proporción utilizar el transporte público se redujo. Mirando más de cerca al transporte público, se observa un aumento del 20% en el uso LUAS durante este período que se vio compensado por reducciones de uso significativas en autobús y ferrocarril . Mientras tanto, el ciclismo se incrementó en 87% durante este período, con los programas cycle to work (pedaleando al trabajo) y  dublinbikes (ciclistas de Dublín) que incentivaron el uso de la bicicleta. Un desafío clave para el próximo plan es lograr ganancias significativas en el uso del transporte público y seguir incrementando el número de peatones y ciclistas.

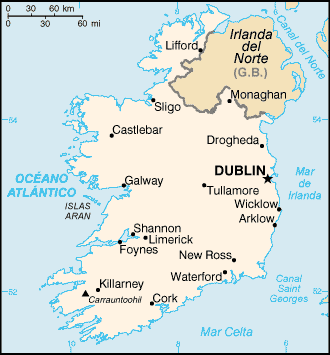
Mapa de Irlanda.

## Distancias de ciudades en Irlanda
| km | Athboy |         |           |         |           |       |           |      |       |          |             |         |           |                |       |             |        |          |           |          |          |           |      |        |       |          |         |       |        |           |           |         |         |
| km | 80     | Athlone |           |         |           |       |           |      |       |          |             |         |           |                |       |             |        |          |           |          |          |           |      |        |       |          |         |       |        |           |           |         |         |
| km | 188    | 241     | Ballymena |         |           |       |           |      |       |          |             |         |           |                |       |             |        |          |           |          |          |           |      |        |       |          |         |       |        |           |           |         |         |
| km | 144    | 221     | 46        | Belfast |           |       |           |      |       |          |             |         |           |                |       |             |        |          |           |          |          |           |      |        |       |          |         |       |        |           |           |         |         |
| km | 100    | 128     | 298       | 285     | Castlebar |       |           |      |       |          |             |         |           |                |       |             |        |          |           |          |          |           |      |        |       |          |         |       |        |           |           |         |         |
| km | 60     | 80      | 152       | 136     | 168       | Cavan |           |      |       |          |             |         |           |                |       |             |        |          |           |          |          |           |      |        |       |          |         |       |        |           |           |         |         |
| km | 232    | 255     | 44        | 91      | 269       | 180   | Coleraine |      |       |          |             |         |           |                |       |             |        |          |           |          |          |           |      |        |       |          |         |       |        |           |           |         |         |
| km | 368    | 217     | 467       | 424     | 274       | 300   | 491       | Cork |       |          |             |         |           |                |       |             |        |          |           |          |          |           |      |        |       |          |         |       |        |           |           |         |         |
| km | 220    | 234     | 89        | 114     | 221       | 163   | 50        | 478  | Derry |          |             |         |           |                |       |             |        |          |           |          |          |           |      |        |       |          |         |       |        |           |           |         |         |
| km | 40     | 142     | 163       | 120     | 230       | 88    | 187       | 309  | 188   | Drogheda |             |         |           |                |       |             |        |          |           |          |          |           |      |        |       |          |         |       |        |           |           |         |         |
| km | 80     | 124     | 211       | 168     | 235       | 108   | 235       | 259  | 236   | 53       | M-50 Dublín |         |           |                |       |             |        |          |           |          |          |           |      |        |       |          |         |       |        |           |           |         |         |
| km | 72     | 160     | 127       | 84      | 248       | 80    | 152       | 341  | 165   | 37       | 85          | Dundalk |           |                |       |             |        |          |           |          |          |           |      |        |       |          |         |       |        |           |           |         |         |
| km | 248    | 219     | 418       | 375     | 301       | 274   | 443       | 78   | 430   | 260      | 211         | 211     | Dungarvan |                |       |             |        |          |           |          |          |           |      |        |       |          |         |       |        |           |           |         |         |
| km | 60     | 40      | 222       | 176     | 130       | 40    | 200       | 297  | 193   | 90       | 80          | 120     | 251       | Edgeworthstown |       |             |        |          |           |          |          |           |      |        |       |          |         |       |        |           |           |         |         |
| km | 184    | 108     | 453       | 407     | 173       | 213   | 387       | 140  | 408   | 296      | 243         | 324     | 160       | 148            | Ennis |             |        |          |           |          |          |           |      |        |       |          |         |       |        |           |           |         |         |
| km | 120    | 126     | 434       | 168     | 160       | 46    | 157       | 363  | 107   | 137      | 154         | 100     | 337       | 86             | 234   | Enniskillen |        |          |           |          |          |           |      |        |       |          |         |       |        |           |           |         |         |
| km | 128    | 96      | 354       | 341     | 92        | 160   | 326       | 201  | 276   | 268      | 219         | 249     | 227       | 136            | 80    | 190         | Galway |          |           |          |          |           |      |        |       |          |         |       |        |           |           |         |         |
| km | 152    | 124     | 333       | 290     | 250       | 178   | 358       | 148  | 345   | 175      | 126         | 207     | 96        | 155            | 150   | 265         | 174    | Kilkenny |           |          |          |           |      |        |       |          |         |       |        |           |           |         |         |
| km | 160    | 230     | 515       | 472     | 290       | 319   | 539       | 87   | 476   | 357      | 308         | 389     | 165       | 296            | 155   | 382         | 215    | 195      | Killarney |          |          |           |      |        |       |          |         |       |        |           |           |         |         |
| km | 160    | 123     | 409       | 366     | 183       | 217   | 417       | 99   | 368   | 251      | 202         | 283     | 119       | 175            | 41    | 280         | 109    | 131      | 114       | Limerick |          |           |      |        |       |          |         |       |        |           |           |         |         |
| km | 40     | 55      | 245       | 197     | 112       | 56    | 228       | 284  | 191   | 118      | 105         | 147     | 244       | 15             | 156   | 101         | 156    | 162      | 310       | 202      | Longford |           |      |        |       |          |         |       |        |           |           |         |         |
| km | 32     | 48      | 215       | 169     | 154       | 59    | 232       | 242  | 221   | 75       | 65          | 85      | 216       | 35             | 155   | 121         | 144    | 120      | 261       | 159      | 42       | Mullingar |      |        |       |          |         |       |        |           |           |         |         |
| km | 60     | 116     | 244       | 201     | 227       | 130   | 269       | 223  | 256   | 86       | 37          | 118     | 175       | 107            | 206   | 193         | 205    | 89       | 272       | 165      | 114      | 72        | Naas |        |       |          |         |       |        |           |           |         |         |
| km | 100    | 80      | 368       | 325     | 174       | 169   | 332       | 134  | 307   | 210      | 161         | 242     | 151       | 146            | 84    | 232         | 100    | 93       | 149       | 43       | 153      | 111       | 124  | Nenagh |       |          |         |       |        |           |           |         |         |
| km | 60     | 179     | 97        | 110     | 199       | 72    | 102       | 423  | 57    | 133      | 181         | 110     | 375       | 143            | 338   | 50          | 255    | 290      | 404       | 297      | 128      | 130       | 201  | 254    | Omagh |          |         |       |        |           |           |         |         |
| km | 200    | 202     | 375       | 332     | 328       | 300   | 400       | 195  | 387   | 217      | 160         | 249     | 117       | 235            | 239   | 363         | 306    | 121      | 280       | 198      | 242      | 200       | 141  | 202    | 332   | Rosslare |         |       |        |           |           |         |         |
| km | 180    | 134     | 374       | 392     | 168       | 279   | 402       | 119  | 352   | 277      | 227         | 309     | 146       | 214            | 20    | 342         | 94     | 158      | 134       | 28       | 221      | 179       | 190  | 69     | 329   | 224      | Shannon |       |        |           |           |         |         |
| km | 160    | 117     | 215       | 202     | 84        | 121   | 187       | 323  | 137   | 201      | 207         | 200     | 334       | 96             | 255   | 75          | 175    | 228      | 338       | 231      | 81       | 123       | 199  | 195    | 114   | 358      | 216     | Sligo |        |           |           |         |         |
| km | 260    | 215     | 509       | 466     | 249       | 312   | 483       | 118  | 434   | 351      | 302         | 383     | 195       | 289            | 148   | 375         | 175    | 228      | 33        | 107      | 296      | 254       | 265  | 143    | 398   | 295      | 128     | 297   | Tralee |           |           |         |         |
| km | 60     | 43      | 256       | 213     | 169       | 93    | 281       | 207  | 256   | 149      | 101         | 130     | 181       | 80             | 165   | 156         | 138    | 85       | 226       | 124      | 77       | 35        | 89   | 76     | 204   | 164      | 144     | 158   | 219    | Tullamore |           |         |         |
| km | 160    | 174     | 373       | 330     | 310       | 228   | 397       | 123  | 385   | 215      | 166         | 247     | 46        | 205            | 170   | 291         | 236    | 51       | 208       | 129      | 212      | 170       | 129  | 160    | 329   | 73       | 155     | 289   | 226    | 135       | Waterford |         |         |
| km | 180    | 189     | 350       | 307     | 315       | 244   | 374       | 184  | 362   | 112      | 134         | 224     | 107       | 263            | 228   | 307         | 295    | 110      | 269       | 187      | 228      | 186       | 129  | 189    | 307   | 19       | 214     | 333   | 285    | 151       | 63        | Wexford |         |
| km | 120    | 170     | 270       | 227     | 280       | 204   | 295       | 254  | 282   | 112      | 55          | 144     | 176       | 181            | 281   | 146         | 265    | 132      | 346       | 240      | 188      | 146       | 75   | 199    | 227   | 109      | 265     | 253   | 340    | 146       | 133       | 84      | Wicklow |